# Oliver Zeidler
Oliver Zeidler, Dachau 24 juli 1996, is een roeier uit Duitsland. Hij is de huidige Olympische en wereldkampioen in de zware mannen skiff. Hij heeft in zijn jeugd wedstrijden gezwommen, maar is in 2017 gaan roeien. Hij komt uit voor de roeivereniging Donau-Ruder-Club Ingolstadt uit Dachau. Hij won in 2017 de zilveren medaille bij de Europese kampioenschappen onder de 23 jaar en maakte in 2018 zijn debuut op de Wereldbeker roeien en de wereldkampioenschappen roeien op het onderdeel skiff 1x. Hij haalde daar in de finale de zesde plaats. Hij haalde in 2019 de gouden medaille op het onderdeel skiff bij de Europese kampioenschappen en wereldkampioenschappen en maakte in 2020 zijn debuut op de Olympische Spelen in Tokio. Hij won daarna nog meer.
Zeidler won de skiff op de Olympische Zomerspelen van 2024 in Parijs en Simon van Dorp werd daar derde.

## Resultaten
Zeidler heeft al zijn resultaten in de skiff behaald.

### Olympische Spelen
| Jaar | Plaats | Resultaten |
| ---- | ------ | ---------- |
| 2024 | Parijs | Goud       |

### Wereldkampioenschappen roeien
| Jaar | Plaats     | Resultaten |
| ---- | ---------- | ---------- |
| 2019 | Ottensheim | Goud       |
| 2022 | Račice     | Goud       |
| 2023 | Belgrado   | Goud       |

### Europese kampioenschappen
| jaar | Plaats | Resultaten |
| ---- | ------ | ---------- |
| 2019 | Luzern | Goud       |
| 2021 | Varese | Goud       |
| 2024 | Szeged | Goud       |
| 2023 | Bled   | Brons      |

1900: Hermann Barrelet ·
1904: Frank Greer ·
1908: Harry Blackstaffe ·
1912: William Kinnear ·
1920: John B. Kelly, Sr. ·
1924: Jack Beresford ·
1928: Henry Pearce ·
1932: Henry Pearce ·
1936: Gustav Schäfer ·
1948: Mervyn Wood ·
1952: Joeri Tjoekalov ·
1956: Vjatsjeslav Ivanov ·
1960: Vjatsjeslav Ivanov ·
1964: Vjatsjeslav Ivanov ·
1968: Jan Wienese ·
1972: Joeri Malysjev ·
1976: Pertti Karppinen ·
1980: Pertti Karppinen ·
1984: Pertti Karppinen ·
1988: Thomas Lange ·
1992: Thomas Lange ·
1996: Xeno Müller ·
2000: Robert Waddell ·
2004: Olaf Tufte ·
2008: Olaf Tufte ·
2012: Mahe Drysdale ·
2016: Mahe Drysdale ·
2020: Stefanos Douskos ·
2024: Oliver Zeidler